# Niemieckie wojska rezerwowe i szkoleniowe
Dywizje rezerwowe (niem. Reserve–Divisionen) prowadziły szkolenie wojskowe na okupowanych obszarach między granicami III Rzeszy a linią frontu. Wojska te pełniły także zadania okupacyjne. Sztaby dywizyjne powstawały z numerowanych dywizji, prowadzących szkolenie w okręgach wojskowych. Organizacja dywizji rezerwowych była zbliżona do dywizji liniowych, jednak były one znacznie gorzej wyposażone w sprzęt i uzbrojenie. Dywizja rezerwowa składała się zwykle z 2–3 pułków piechoty rezerwowej (każdy w sile 2–5 batalionów grenadierów rezerwowych), pułku artylerii rezerwowej (2–4 dywizjony) a także jednostek zaopatrzeniowych. Do 1944 roku większość dywizji przemianowano na dywizje aktywne lub rozwiązano. 
| - 141 Dywizja Rezerwowa - 143 Dywizja Rezerwowa - 147 Dywizja Rezerwowa - 148 Dywizja Rezerwowa - 151 Dywizja Rezerwowa - 153 Dywizja Rezerwowa - 154 Dywizja Rezerwowa - 156 Dywizja Rezerwowa - 157 Dywizja Rezerwowa - 158 Dywizja Rezerwowa - 159 Dywizja Rezerwowa - 160 Dywizja Rezerwowa |  | - 165 Dywizja Rezerwowa - 166 Dywizja Rezerwowa - 171 Dywizja Rezerwowa - 172 Dywizja Rezerwowa - 173 Dywizja Rezerwowa - 174 Dywizja Rezerwowa - 182 Dywizja Rezerwowa - 187 Dywizja Rezerwowa - 188 Rezerwowa Dywizja Górska - 189 Dywizja Rezerwowa - 191 Dywizja Rezerwowa - 526 Dywizja Rezerwowa |

Dywizje szkoleniowe (niem. Ausbildungs–Divisionen)
| - Dywizja Szkoleniowa Bayern - Dywizja Szkoleniowa Edelmann - 286 Dywizja Szkoleniowa |  | - 402 Dywizja Szkoleniowa - 404 Dywizja Szkoleniowa - 464 Dywizja Szkoleniowa |

Brygady uzupełnieniowe (niem. Ersatz–Brigaden)
| - Brygada Uzupełnieniowa Feldherrnhalle - Ochotnicza Brygada Robotniczo-Uzupełnieniowa (turkieska) - Brygada Uzupełnieniowa Großdeutschland - Brygada Szkoleniowo-Uzupełnieniowa (włoska) - Brygada Uzupełnieniowa (rosyjska) - Brygada Uzupełnieniowa (chorwacka) |  | - 201 Brygada Uzupełnieniowa - 202 Brygada Uzupełnieniowa - 203 Brygada Uzupełnieniowa - 204 Brygada Uzupełnieniowa - 999 Brygada Uzupełnieniowa |

Polne dywizje szkoleniowe (niem. Die Feldausbildungs–Divisionen der Wehrmacht)

Utworzono je po raz pierwszy późnym latem 1942 roku w celu szkolenia wojsk zapasowych na bezpośrednim zapleczu frontu wschodniego. Prowadziły szkolenie na tyłach grup armii, także armii. Dywizje te były tworzone od podstaw, w praktyce były też używane do zadań zabezpieczających (podobnie jak dywizje bezpieczeństwa), a nawet do działań frontowych.
| - 52 Polna Dywizja Szkoleniowa - 149 Polna Dywizja Szkoleniowa - 150 Polna Dywizja Szkoleniowa - 151 Polna Dywizja Szkoleniowa - 152 Polna Dywizja Szkoleniowa - 153 Polna Dywizja Szkoleniowa - 154 Polna Dywizja Szkoleniowa - 155 Polna Dywizja Szkoleniowa - 156 Polna Dywizja Szkoleniowa |  | - 158 Polna Dywizja Szkoleniowa - 381 Polna Dywizja Szkoleniowa - 382 Polna Dywizja Szkoleniowa - 388 Polna Dywizja Szkoleniowa - 390 Polna Dywizja Szkoleniowa - 391 Polna Dywizja Szkoleniowa - Polna Dywizja Szkoleniowa Kurland - Polna Dywizja Szkoleniowa Nord |

Dywizje zapasowe (niem. Feldersatz–Divisionen)

Utworzono je w sierpniu 1941 r. by nadzorowały transport oddziałów z Niemiec na terytorium ZSRR. Zostały rozwiązane rok później.
| - Dywizja Zapasowa A - Dywizja Zapasowa B - Dywizja Zapasowa C |  | - Dywizja Zapasowa D - Dywizja Zapasowa E - Dywizja Zapasowa F |

Dywizje zapasowe (niem. Divisionen des Ersatzheeres)

W większości okręgów wojskowych (Die Wehrkreise (WK) znajdowało się od jednej do kilku dywizji zapasowych podlegających Armii Rezerwowej. Ich celem było szkolenie pozyskiwanych podczas kolejnych fal mobilizacyjnych rekrutów, działały tam szkoły wszystkich rodzajów wojsk, kursy podoficerskie i oficerskie. Dywizje zapasowe wystawiały nowe jednostki i wysyłały uzupełnienia do istniejących. W dniu 10 czerwca 1944 r. na terenie wszystkich okręgów wojskowych działały 33 zapasowe dywizje piechoty i jedna pancerna. W końcowej fazie wojny większość dywizji zapasowych przekształcono w jednostki liniowe i użyto w czasie walk.
| - 141 Dywizja - 143 Dywizja - 147 Dywizja - 148 Dywizja - 151 Dywizja - 152 Dywizja - 153 Dywizja - 154 Dywizja - 155 Dywizja - 156 Dywizja - 157 Dywizja - 158 Dywizja - 159 Dywizja - 160 Dywizja - 165 Dywizja - 166 Dywizja - 171 Dywizja - 172 Dywizja - 173 Dywizja - 174 Dywizja - 176 Dywizja |  | - 177 Dywizja - 178 Dywizja - 179 Dywizja - 180 Dywizja - 182 Dywizja - 187 Dywizja - 188 Dywizja - 190 Dywizja - 191 Dywizja - 192 Dywizja - 193 Dywizja - 233 Dywizja Zmotoryzowana - 401 Dywizja - 402 Dywizja - 404 Dywizja - 405 Dywizja - 407 Dywizja - 408 Dywizja - 409 Dywizja - 413 Dywizja |  | - 418 Dywizja - 432 Dywizja - 433 Dywizja - 438 Dywizja - 461 Dywizja - 462 Dywizja - 463 Dywizja - 464 Dywizja - 465 Dywizja - 466 Dywizja - 467 Dywizja - 469 Dywizja - 471 Dywizja - 476 Dywizja - 480 Dywizja - 487 Dywizja - 490 Dywizja - 526 Dywizja - 805 Dywizja - 905 Dywizja |